# 陸賈
陸 賈（りく か、拼音：Lù Jiǎ、生没年不詳）は、紀元前2世紀、中国の前漢時代に活躍した政治家・外交官である。楚の人。二度南越への使者となり、漢への臣従を約束させた。太中大夫。著書に『新語』12篇・2巻、『楚漢春秋』9篇があった。

## 生涯

### 使者として活躍
陸賈の事績は『史記』とそれをほぼ踏襲した『漢書』を通じて知られる。楚漢戦争のとき客として劉邦の陣営にあり、弁舌で知られ、しばしば諸侯への使者になった。なお陸賈の生没年は史書に明らかでないが、秦代に生まれ楚漢戦争の頃二十代になっていたとすると、生年は紀元前235年（秦始皇12年）から遠くないとされる。
秦の二世皇帝2年（紀元前207年）9月、新たに立った秦王子嬰の下で𡸳関 を守る将を、酈食其とともに説得し、降伏を受諾させた。もっとも、劉邦はこの降伏を信じず、迂回攻撃して秦軍を大敗させた。
また、漢の4年（紀元前202年）、項羽（項羽）と劉邦が広武という山で対戦中に、項羽への使者となり、虜となっていた劉邦の父と妻を渡してもらうよう説いた。しかしこの時は失敗し、続いて使者に立った侯公が和睦と父・妻の引き渡しに成功した。
漢の11年（紀元前196年）に、南越王の尉他（趙佗）に遣わされた。無礼な態度をとった尉他に対し、王に任じる印を携えてきたことと、敵対すれば漢に滅ぼされることを陸賈は告げ、漢に従うよう説いた。尉他は態度を改めて謝った。尉他は陸賈と話して気に入り、値千金になる一袋の真珠と、また別に千金を贈った。陸賈は尉他を南越王に任命し、漢への臣従を約束させた。劉邦は悦んで陸賈を太中大夫にした。

### 馬上天下を得るも
劉邦が項羽を破って天下統一した後、陸賈は儒教の教典である『詩経』や『書経』を盛んに引用し、褒め称えた。劉邦が「おれは馬上で天下を取ったのだ。詩書にかまっておられるか」と罵った。陸賈は「馬上で天下を取っても、馬上で天下を治められましょうか」と言った。さらに、呉王夫差と晋の智伯（智瑶）は武に頼ったために滅び、反逆で天下を得て殷と周を興した湯王・武王の例からも文武の並用が長久の道であると説いた。さらに「もしも秦が天下を統一したあと、仁義に則り古代の聖王を見習っていたら、陛下が天下をお取りになれたでしょうか」と言った。劉邦は不快になったが、陸賈の言い分の正しさを認めた。劉邦は、秦が天下を失い、自分が天下を得たわけ、また諸国の成功と失敗について書いてくれと陸賈に頼んだ。陸賈は国の存亡を解き明かした12篇の書を著し、1篇ができるごとに奏上した。劉邦はそのたびにほめ、左右の者が「万歳」と言った。これが『新語』である。

### 呂后を避け、呂氏討滅を工作
高祖（劉邦）の後、紀元前195年に恵帝が即位すると、高祖の后で恵帝の母の呂后（呂雉）の権力が大きくなった。その頃、陸賈が親しくしていた朱建の母が死んだ。貧しい朱建は母の葬儀費用に難渋した。それを知った陸賈は、呂后のお気に入りで羽振りがよかった審食其の家を訪れ、朱建のために手厚くするよう助言した。審食其がかつて朱建との交際を求め、断られていたことを知っていたからである。審食其は朱建の母のために百金を奉じ、立派な葬儀が出せるようにした。
その後、呂后の専横が始まると病と称して引退し、都の長安から北西に数十キロ離れた好畤に居宅をかまえた。南越王から贈られた真珠を売り、代金を5人の息子に分け与え独立させた。息子たちには、従者を連れて年に2、3度訪れるから、そのとき10日間もてなすようにと約束させた。誰かの家で死んだら、その家の主である子に、陸賈が常に身につけている宝剣と車馬・従者を与える、という取り決めである。
後、右丞相の陳平の家を訪ね、考え込んでいた陳平の悩み事が、呂一族と幼主のことだ、と言い当ててみせた。そして、陸賈が親しくしている太尉の周勃と結束を固めるべきだと助言し、互いを招いて親交を深めるようにした。陳平は陸賈に奴婢100人、車馬50乗、銭500万を贈り、朝廷の公卿と交際させた。呂氏を討ち文帝を擁立するクーデター（呂氏の乱）の準備には、陸賈の力が大きかった。

### 再び南越への使者
以前に陸賈が説得した南越王趙佗は、呂后の時代に漢に反して皇帝を称した。文帝は即位の元年（紀元前179年）に南越王に使いをやることを決め、丞相の陳平に使者を選ばせた。陳平は前に成功した陸賈を推した。文帝は陸賈をまた太中大夫に任命し、南越に行かせた。陸賈が到着すると、趙他は謝罪の書状を送り、皇帝のように振る舞うことを止めると約束した。
天寿をまっとうして亡くなった。

## 著書
著作として『新語』と『楚漢春秋』があった。『楚漢春秋』については、『漢書』が陸賈の著作として記し、司馬遷が『史記』を書くときに参照したことを伝える。『漢書』の目録では『楚漢春秋』が春秋（歴史書の意）、陸賈23篇が儒家、陸賈賦3篇が詩賦に分類されているが、『新語』はない。陸賈23篇については、この中に『新語』12篇が含まれていたという説がある。『新語』全12篇は今に伝わるが偽作説がある。賦3篇はまったく失われた。

## 系譜
唐代の司馬貞が引用する晋代の江徴の『陳留風俗伝』では春秋時代の陸渾、おなじく『新唐書』宰相世系表第十三下によると、斉の宣王の年少の公子の末裔とされ、『陸氏譜』と『元和姓纂』によると、呉の陸遜は、その後裔と記されているが、いずれも真偽の程は不詳である。

## 陸賈を題材とした作品
- 長城のかげ　「石径の果て」（小説、宮城谷昌光、文藝春秋)